# Collegio elettorale di Genova (Regno d'Italia)
Il collegio elettorale di Genova è stato un collegio elettorale uninominale e di lista del Regno d'Italia per l'elezione della Camera dei deputati.

## Storia
Il collegio uninominale venne istituito, insieme ad altri 442, tramite regio decreto 17 dicembre 1860, n. 4513.
Successivamente divenne collegio plurinominale tramite regio decreto 24 settembre 1882, n. 999, in seguito alla riforma che stabilì complessivamente 135 collegi elettorali.
Tornò poi ad essere un collegio uninominale tramite regio decreto 14 giugno 1891, n. 280, in seguito alla riforma che stabilì complessivamente 508 collegi elettorali.
In seguito divenne un collegio con scrutinio di lista con sistema proporzionale tramite regio decreto 10 settembre 1919, n. 1576, in seguito alla riforma che definì 54 collegi elettorali.
Il numero di collegi fu ridotto tramite regio decreto 2 aprile 1921, n. 320, in seguito alla riforma che definì 40 collegi elettorali.
Fu soppresso definitivamente con l'istituzione del collegio unico nazionale tramite regio decreto del 13 dicembre 1923, n. 2694.
| Legislature           | VIII | IX   | X    | XI   | XII  | XIII | XIV  | XV   | XVI  | XVII | XVIII | XIX  | XX   | XXI  | XXII | XXIII | XXIV | XXV  | XXVI | XXVII | XXVIII | XXIX | XXX  |
| --------------------- | ---- | ---- | ---- | ---- | ---- | ---- | ---- | ---- | ---- | ---- | ----- | ---- | ---- | ---- | ---- | ----- | ---- | ---- | ---- | ----- | ------ | ---- | ---- |
| Elezioni              | 1861 | 1865 | 1867 | 1870 | 1874 | 1876 | 1880 | 1882 | 1886 | 1890 | 1892  | 1895 | 1897 | 1900 | 1904 | 1909  | 1913 | 1919 | 1921 | 1924  | 1929   | 1934 | 1939 |
| Deputati nel collegio | 1    | 1    | 1    | 1    | 1    | 1    | 1    | 5    | 5    | 5    | 1     | 1    | 1    | 1    | 1    | 1     | 1    | 17   | 17   |       |        |      |      |
|                       |      |      |      |      |      |      |      |      |      |      |       |      |      |      |      |       |      |      |      |       |        |      |      |
| Totale eletti         | 443  | 493  | 493  | 508  | 508  | 508  | 508  | 508  | 508  | 508  | 508   | 508  | 508  | 508  | 508  | 508   | 508  | 508  | 535  | 535   | 400    | 400  |      |
| Numero collegi        | 443  | 493  | 493  | 508  | 508  | 508  | 508  | 135  | 135  | 135  | 508   | 508  | 508  | 508  | 508  | 508   | 508  | 54   | 40   | 15    | 1      | 1    |      |

## Territorio
Nel 1919 Genova divenne capoluogo del collegio comprendente le due province di Genova e di Porto Maurizio; nel 1921 l'estensione del collegio rimase inalterata.

## Dati elettorali
Nel collegio si svolsero elezioni per diciannove legislature.

### VIII legislatura
Le votazioni si svolsero in 443 collegi uninominali a doppio turno. Come previsto dalla legge elettorale del 17 dicembre 1860, era eletto al primo turno il candidato che «riunisce in suo favore più del terzo dei voti del total numero dei membri componenti il collegio e più della metà dei suffragi dati dai votanti presenti all'adunanza» (art. 91). Se nessun candidato era eletto, al ballottaggio tra i due candidati con più voti era eletto chi otteneva il maggior numero di voti (art. 92) o, in caso di ugual numero di voti, il maggiore d'età (art. 93).
| Partito                            | Partito                            | Candidato                          | Primo turno 27 gennaio 1861 | Primo turno 27 gennaio 1861 | Ballottaggio 3 febbraio 1861 | Ballottaggio 3 febbraio 1861 |
| Partito                            | Partito                            | Candidato                          | Voti                        | %                           | Voti                         | %                            |
| ---------------------------------- | ---------------------------------- | ---------------------------------- | --------------------------- | --------------------------- | ---------------------------- | ---------------------------- |
|                                    | —                                  | Vincenzo Ricci                     | 204                         | 51,52                       | 274                          | 51,41                        |
|                                    | —                                  | Orazio Di Negro                    | 192                         | 48,48                       | 259                          | 48,59                        |
|                                    |                                    |                                    |                             |                             |                              |                              |
| Iscritti                           | Iscritti                           | Iscritti                           | 1 109                       | 100,00                      | 1 109                        | 100,00                       |
| ↳ Votanti (% su iscritti)          | ↳ Votanti (% su iscritti)          | ↳ Votanti (% su iscritti)          | 418                         | 37,69                       | 538                          | 48,51                        |
| ↳ Voti validi (% su votanti)       | ↳ Voti validi (% su votanti)       | ↳ Voti validi (% su votanti)       | 396                         | 94,74                       | 533                          | 99,07                        |
| ↳ Schede non valide (% su votanti) | ↳ Schede non valide (% su votanti) | ↳ Schede non valide (% su votanti) | 22                          | 5,26                        | 5                            | 0,93                         |
| ↳ Astenuti (% su iscritti)         | ↳ Astenuti (% su iscritti)         | ↳ Astenuti (% su iscritti)         | 691                         | 62,31                       | 571                          | 51,49                        |

### IX legislatura
Le votazioni si svolsero in 493 collegi uninominali a doppio turno con la stessa normativa precedente (al primo turno un numero di voti maggiore di un terzo degli iscritti al voto).
| Partito                            | Partito                            | Candidato                          | Primo turno 22 ottobre 1865 | Primo turno 22 ottobre 1865 | Ballottaggio 29 ottobre 1865 | Ballottaggio 29 ottobre 1865 |
| Partito                            | Partito                            | Candidato                          | Voti                        | %                           | Voti                         | %                            |
| ---------------------------------- | ---------------------------------- | ---------------------------------- | --------------------------- | --------------------------- | ---------------------------- | ---------------------------- |
|                                    | —                                  | Vincenzo Ricci                     | 210                         | 45,06                       | 352                          | 51,09                        |
|                                    | —                                  | Giuseppe Mazzini                   | 145                         | 31,12                       | 337                          | 48,91                        |
|                                    | —                                  | Nicolò Federici                    | 111                         | 23,82                       |                              |                              |
|                                    |                                    |                                    |                             |                             |                              |                              |
| Iscritti                           | Iscritti                           | Iscritti                           | 1 507                       | 100,00                      | 1 507                        | 100,00                       |
| ↳ Votanti (% su iscritti)          | ↳ Votanti (% su iscritti)          | ↳ Votanti (% su iscritti)          | 478                         | 31,72                       | 696                          | 46,18                        |
| ↳ Voti validi (% su votanti)       | ↳ Voti validi (% su votanti)       | ↳ Voti validi (% su votanti)       | 466                         | 97,49                       | 689                          | 98,99                        |
| ↳ Schede non valide (% su votanti) | ↳ Schede non valide (% su votanti) | ↳ Schede non valide (% su votanti) | 12                          | 2,51                        | 7                            | 1,01                         |
| ↳ Astenuti (% su iscritti)         | ↳ Astenuti (% su iscritti)         | ↳ Astenuti (% su iscritti)         | 1 029                       | 68,28                       | 811                          | 53,82                        |

Fu annullata l'elezione il 5 dicembre 1865 perché erano stati indebitamente iscritti nelle liste elettorali vari elettori e per non essere state le liste medesime pubblicate in conformità delle prescrizioni di legge. Fu indetta un'elezione suppletiva per il 7 gennaio 1866.
| Partito                            | Partito                            | Candidato                          | Primo turno 7 gennaio 1866 | Primo turno 7 gennaio 1866 | Ballottaggio 14 gennaio 1866 | Ballottaggio 14 gennaio 1866 |
| Partito                            | Partito                            | Candidato                          | Voti                       | %                          | Voti                         | %                            |
| ---------------------------------- | ---------------------------------- | ---------------------------------- | -------------------------- | -------------------------- | ---------------------------- | ---------------------------- |
|                                    | —                                  | Vincenzo Ricci                     | 189                        | 36,28                      | 329                          | 55,76                        |
|                                    | —                                  | Giuseppe Mazzini                   | 184                        | 35,32                      | 261                          | 44,24                        |
|                                    | —                                  | Andrea Podestà                     | 148                        | 28,41                      |                              |                              |
|                                    |                                    |                                    |                            |                            |                              |                              |
| Iscritti                           | Iscritti                           | Iscritti                           | 1 291                      | 100,00                     | 1 291                        | 100,00                       |
| ↳ Votanti (% su iscritti)          | ↳ Votanti (% su iscritti)          | ↳ Votanti (% su iscritti)          | 529                        | 40,98                      | 594                          | 46,01                        |
| ↳ Voti validi (% su votanti)       | ↳ Voti validi (% su votanti)       | ↳ Voti validi (% su votanti)       | 521                        | 98,49                      | 590                          | 99,33                        |
| ↳ Schede non valide (% su votanti) | ↳ Schede non valide (% su votanti) | ↳ Schede non valide (% su votanti) | 8                          | 1,51                       | 4                            | 0,67                         |
| ↳ Astenuti (% su iscritti)         | ↳ Astenuti (% su iscritti)         | ↳ Astenuti (% su iscritti)         | 762                        | 59,02                      | 697                          | 53,99                        |

### X legislatura
Le votazioni si svolsero in 493 collegi uninominali a doppio turno con la stessa normativa precedente (al primo turno un numero di voti maggiore di un terzo degli iscritti al voto).
| Partito                            | Partito                            | Candidato                          | Primo turno 10 marzo 1867 | Primo turno 10 marzo 1867 | Ballottaggio 17 marzo 1867 | Ballottaggio 17 marzo 1867 |
| Partito                            | Partito                            | Candidato                          | Voti                      | %                         | Voti                       | %                          |
| ---------------------------------- | ---------------------------------- | ---------------------------------- | ------------------------- | ------------------------- | -------------------------- | -------------------------- |
|                                    | —                                  | Vincenzo Ricci                     | 329                       | 58,23                     | 422                        | 88,10                      |
|                                    | —                                  | Enrico Brusco                      | 100                       | 17,70                     | 57                         | 11,90                      |
|                                    | —                                  | Cristoforo Tomati                  | 85                        | 15,04                     |                            |                            |
|                                    | —                                  | Giovanni Battista Raggi            | 51                        | 9,03                      |                            |                            |
|                                    |                                    |                                    |                           |                           |                            |                            |
| Iscritti                           | Iscritti                           | Iscritti                           | 1 580                     | 100,00                    | 1 580                      | 100,00                     |
| ↳ Votanti (% su iscritti)          | ↳ Votanti (% su iscritti)          | ↳ Votanti (% su iscritti)          | 594                       | 37,59                     | 484                        | 30,63                      |
| ↳ Voti validi (% su votanti)       | ↳ Voti validi (% su votanti)       | ↳ Voti validi (% su votanti)       | 565                       | 95,12                     | 479                        | 98,97                      |
| ↳ Schede non valide (% su votanti) | ↳ Schede non valide (% su votanti) | ↳ Schede non valide (% su votanti) | 29                        | 4,88                      | 5                          | 1,03                       |
| ↳ Astenuti (% su iscritti)         | ↳ Astenuti (% su iscritti)         | ↳ Astenuti (% su iscritti)         | 986                       | 62,41                     | 1 096                      | 69,37                      |

Il deputato Raggi morì il 18 maggio 1868 e fu indetta un'elezione suppletiva per il 21 giugno 1868.
| Partito                            | Partito                            | Candidato                          | Primo turno 21 giugno 1868 | Primo turno 21 giugno 1868 | Ballottaggio 28 giugno 1868 | Ballottaggio 28 giugno 1868 |
| Partito                            | Partito                            | Candidato                          | Voti                       | %                          | Voti                        | %                           |
| ---------------------------------- | ---------------------------------- | ---------------------------------- | -------------------------- | -------------------------- | --------------------------- | --------------------------- |
|                                    | —                                  | Lazzaro Negrotto Cambiaso          | 111                        | 36,39                      | 219                         | 55,73                       |
|                                    | —                                  | Giacomo Millo                      | 134                        | 43,93                      | 174                         | 44,27                       |
|                                    | —                                  | Nicolò Goggi                       | 60                         | 19,67                      |                             |                             |
|                                    |                                    |                                    |                            |                            |                             |                             |
| Iscritti                           | Iscritti                           | Iscritti                           | 1 630                      | 100,00                     | 1 630                       | 100,00                      |
| ↳ Votanti (% su iscritti)          | ↳ Votanti (% su iscritti)          | ↳ Votanti (% su iscritti)          | 419                        | 25,71                      | 396                         | 24,29                       |
| ↳ Voti validi (% su votanti)       | ↳ Voti validi (% su votanti)       | ↳ Voti validi (% su votanti)       | 305                        | 72,79                      | 393                         | 99,24                       |
| ↳ Schede non valide (% su votanti) | ↳ Schede non valide (% su votanti) | ↳ Schede non valide (% su votanti) | 114                        | 27,21                      | 3                           | 0,76                        |
| ↳ Astenuti (% su iscritti)         | ↳ Astenuti (% su iscritti)         | ↳ Astenuti (% su iscritti)         | 1 211                      | 74,29                      | 1 234                       | 75,71                       |

### XI legislatura
Le votazioni si svolsero in 508 collegi uninominali a doppio turno con la normativa del 1860 (al primo turno un numero di voti maggiore di un terzo degli iscritti al voto).
| Partito                            | Partito                            | Candidato                          | Primo turno 20 novembre 1870 | Primo turno 20 novembre 1870 | Ballottaggio 27 novembre 1870 | Ballottaggio 27 novembre 1870 |
| Partito                            | Partito                            | Candidato                          | Voti                         | %                            | Voti                          | %                             |
| ---------------------------------- | ---------------------------------- | ---------------------------------- | ---------------------------- | ---------------------------- | ----------------------------- | ----------------------------- |
|                                    | —                                  | Lazzaro Negrotto Cambiaso          | 234                          | 50,21                        | 372                           | 58,12                         |
|                                    | —                                  | Nicolò Goggi                       | 172                          | 36,91                        | 268                           | 41,88                         |
|                                    | —                                  | Giacomo Millo                      | 60                           | 12,88                        |                               |                               |
|                                    |                                    |                                    |                              |                              |                               |                               |
| Iscritti                           | Iscritti                           | Iscritti                           | 1 575                        | 100,00                       | 1 575                         | 100,00                        |
| ↳ Votanti (% su iscritti)          | ↳ Votanti (% su iscritti)          | ↳ Votanti (% su iscritti)          | 484                          | 30,73                        | 648                           | 41,14                         |
| ↳ Voti validi (% su votanti)       | ↳ Voti validi (% su votanti)       | ↳ Voti validi (% su votanti)       | 466                          | 96,28                        | 640                           | 98,77                         |
| ↳ Schede non valide (% su votanti) | ↳ Schede non valide (% su votanti) | ↳ Schede non valide (% su votanti) | 18                           | 3,72                         | 8                             | 1,23                          |
| ↳ Astenuti (% su iscritti)         | ↳ Astenuti (% su iscritti)         | ↳ Astenuti (% su iscritti)         | 1 091                        | 69,27                        | 927                           | 58,86                         |

### XII legislatura
Le votazioni si svolsero in 508 collegi uninominali a doppio turno con la normativa del 1860 (al primo turno un numero di voti maggiore di un terzo degli iscritti al voto).
| Partito                            | Partito                            | Candidato                          | Primo turno 8 novembre 1874 | Primo turno 8 novembre 1874 | Ballottaggio 15 novembre 1874 | Ballottaggio 15 novembre 1874 |
| Partito                            | Partito                            | Candidato                          | Voti                        | %                           | Voti                          | %                             |
| ---------------------------------- | ---------------------------------- | ---------------------------------- | --------------------------- | --------------------------- | ----------------------------- | ----------------------------- |
|                                    | —                                  | Lazzaro Negrotto Cambiaso          | 352                         | 54,66                       | 455                           | 55,29                         |
|                                    | —                                  | Nicolò Goggi                       | 292                         | 45,34                       | 368                           | 44,71                         |
|                                    |                                    |                                    |                             |                             |                               |                               |
| Iscritti                           | Iscritti                           | Iscritti                           | 1 647                       | 100,00                      | 1 647                         | 100,00                        |
| ↳ Votanti (% su iscritti)          | ↳ Votanti (% su iscritti)          | ↳ Votanti (% su iscritti)          | 690                         | 41,89                       | 830                           | 50,39                         |
| ↳ Voti validi (% su votanti)       | ↳ Voti validi (% su votanti)       | ↳ Voti validi (% su votanti)       | 644                         | 93,33                       | 823                           | 99,16                         |
| ↳ Schede non valide (% su votanti) | ↳ Schede non valide (% su votanti) | ↳ Schede non valide (% su votanti) | 46                          | 6,67                        | 7                             | 0,84                          |
| ↳ Astenuti (% su iscritti)         | ↳ Astenuti (% su iscritti)         | ↳ Astenuti (% su iscritti)         | 957                         | 58,11                       | 817                           | 49,61                         |

### XIII legislatura
Le votazioni si svolsero in 508 collegi uninominali a doppio turno con la normativa del 1860 (al primo turno un numero di voti maggiore di un terzo degli iscritti al voto).
| Partito                            | Partito                            | Candidato                          | Primo turno 5 novembre 1876 | Primo turno 5 novembre 1876 | Ballottaggio 12 novemre 1876 | Ballottaggio 12 novemre 1876 |
| Partito                            | Partito                            | Candidato                          | Voti                        | %                           | Voti                         | %                            |
| ---------------------------------- | ---------------------------------- | ---------------------------------- | --------------------------- | --------------------------- | ---------------------------- | ---------------------------- |
|                                    | —                                  | Lazzaro Negrotto Cambiaso          | 648                         | 84,16                       | 708                          | 93,53                        |
|                                    | —                                  | NIcolò Gafggi                      | 122                         | 15,84                       | 49                           | 6,47                         |
|                                    |                                    |                                    |                             |                             |                              |                              |
| Iscritti                           | Iscritti                           | Iscritti                           | 2 149                       | 100,00                      | 2 149                        | 100,00                       |
| ↳ Votanti (% su iscritti)          | ↳ Votanti (% su iscritti)          | ↳ Votanti (% su iscritti)          | 795                         | 36,99                       | 762                          | 35,46                        |
| ↳ Voti validi (% su votanti)       | ↳ Voti validi (% su votanti)       | ↳ Voti validi (% su votanti)       | 770                         | 96,86                       | 757                          | 99,34                        |
| ↳ Schede non valide (% su votanti) | ↳ Schede non valide (% su votanti) | ↳ Schede non valide (% su votanti) | 25                          | 3,14                        | 5                            | 0,66                         |
| ↳ Astenuti (% su iscritti)         | ↳ Astenuti (% su iscritti)         | ↳ Astenuti (% su iscritti)         | 1 354                       | 63,01                       | 1 387                        | 64,54                        |

### XIV legislatura
Le votazioni si svolsero in 508 collegi uninominali a doppio turno con la normativa del 1860 (al primo turno un numero di voti maggiore di un terzo degli iscritti al voto).
| Partito                            | Partito                            | Candidato                          | Primo turno 16 maggio 1880 | Primo turno 16 maggio 1880 | Ballottaggio 23 maggio 1880 | Ballottaggio 23 maggio 1880 |
| Partito                            | Partito                            | Candidato                          | Voti                       | %                          | Voti                        | %                           |
| ---------------------------------- | ---------------------------------- | ---------------------------------- | -------------------------- | -------------------------- | --------------------------- | --------------------------- |
|                                    | —                                  | Giovanni Goggi                     | 400                        | 36,33                      | 687                         | 53,80                       |
|                                    | —                                  | Lazzaro Negrotto Cambiaso          | 449                        | 40,78                      | 590                         | 46,20                       |
|                                    | —                                  | Raffaele Bombrini                  | 252                        | 22,89                      |                             |                             |
|                                    |                                    |                                    |                            |                            |                             |                             |
| Iscritti                           | Iscritti                           | Iscritti                           | 2 343                      | 100,00                     | 2 343                       | 100,00                      |
| ↳ Votanti (% su iscritti)          | ↳ Votanti (% su iscritti)          | ↳ Votanti (% su iscritti)          | 1 116                      | 47,63                      | 1 288                       | 54,97                       |
| ↳ Voti validi (% su votanti)       | ↳ Voti validi (% su votanti)       | ↳ Voti validi (% su votanti)       | 1 101                      | 98,66                      | 1 277                       | 99,15                       |
| ↳ Schede non valide (% su votanti) | ↳ Schede non valide (% su votanti) | ↳ Schede non valide (% su votanti) | 15                         | 1,34                       | 11                          | 0,85                        |
| ↳ Astenuti (% su iscritti)         | ↳ Astenuti (% su iscritti)         | ↳ Astenuti (% su iscritti)         | 1 227                      | 52,37                      | 1 055                       | 45,03                       |

### XV legislatura
Le votazioni si svolsero in 135 collegi plurinominali a doppio turno. Come previsto dalla legge elettorale politica del 24 settembre 1882, erano eletti al primo turno i candidati che «hanno ottenuto il maggior numero di voti, purché questo numero oltrepassi l'ottavo del numero degli elettori iscritti» (art. 74) secondo il numero di deputati previsto per il collegio; se il numero di eletti era inferiore al numero di deputati, il ballottaggio era tra i non eletti (in numero doppio rispetto ai deputati ancora da eleggere) che avevano il maggior numero di voti (art. 75) ed era eletto chi otteneva il maggior numero di voti nella seconda votazione (art. 77) oppure, in caso di ugual numero di voti, il maggiore d'età (art. 78).
| Partito                    | Partito                    | Candidato                  | Risultati 29 ottobre 1862 | Risultati 29 ottobre 1862 |
| Partito                    | Partito                    | Candidato                  | Voti                      | %                         |
| -------------------------- | -------------------------- | -------------------------- | ------------------------- | ------------------------- |
|                            | —                          | Carlo Randaccio            | 6 594                     | 53,11                     |
|                            | —                          | Andrea Podestà             | 6 427                     | 51,76                     |
|                            | —                          | Alfredo Baccarini          | 5 362                     | 43,19                     |
|                            | —                          | Lazzaro Gagliardo          | 5 301                     | 42,69                     |
|                            | —                          | Giovanni Argenti           | 4 278                     | 34,46                     |
|                            | —                          | Valentino Amirotti         | 3 911                     | 31,50                     |
|                            | —                          | Antonio Pellegrini         | 3 201                     | 25,78                     |
|                            | —                          | Federico Campanella        | 2 778                     | 22,37                     |
|                            | —                          | Nicolò Goggi               | 2 371                     | 19,10                     |
|                            | —                          | Federico Gattorno          | 1 758                     | 14,16                     |
|                            | —                          | Carlo De Amezaga           | 888                       | 7,15                      |
|                            | —                          | Giovanni Battista Rossi    | 200                       | 1,61                      |
|                            | —                          | Cesare Moreno Celso        | 189                       | 1,52                      |
|                            |                            |                            |                           |                           |
| Iscritti                   | Iscritti                   | Iscritti                   | 31 132                    | 100,00                    |
| ↳ Votanti (% su iscritti)  | ↳ Votanti (% su iscritti)  | ↳ Votanti (% su iscritti)  | 12 416                    | 39,88                     |
| ↳ Astenuti (% su iscritti) | ↳ Astenuti (% su iscritti) | ↳ Astenuti (% su iscritti) | 18 716                    | 60,12                     |

Il deputato Baccarini optò per il collegio di Ravenna il 14 dicembre 1882. Fu indetta un'elezione suppletiva per il 7 gennaio 1883
| Partito                            | Partito                            | Candidato                          | Primo turno 7 gennaio 1883 | Primo turno 7 gennaio 1883 | Ballottaggio 14 gennaio 1883 | Ballottaggio 14 gennaio 1883 |
| Partito                            | Partito                            | Candidato                          | Voti                       | %                          | Voti                         | %                            |
| ---------------------------------- | ---------------------------------- | ---------------------------------- | -------------------------- | -------------------------- | ---------------------------- | ---------------------------- |
|                                    | —                                  | Cesare Parodi                      | 3 111                      | 36,75                      | 5 564                        | 52,68                        |
|                                    | —                                  | Valentino Amirotti                 | 2 631                      | 31,08                      | 4 998                        | 47,32                        |
|                                    | —                                  | Enrico Piaggio                     | 1 606                      | 18,97                      |                              |                              |
|                                    | —                                  | Nicolò Goggi                       | 1 117                      | 13,20                      |                              |                              |
|                                    |                                    |                                    |                            |                            |                              |                              |
| Iscritti                           | Iscritti                           | Iscritti                           | 30 784                     | 100,00                     | 30 784                       | 100,00                       |
| ↳ Votanti (% su iscritti)          | ↳ Votanti (% su iscritti)          | ↳ Votanti (% su iscritti)          | 8 680                      | 28,20                      | 10 672                       | 34,67                        |
| ↳ Voti validi (% su votanti)       | ↳ Voti validi (% su votanti)       | ↳ Voti validi (% su votanti)       | 8 465                      | 97,52                      | 10 562                       | 98,97                        |
| ↳ Schede non valide (% su votanti) | ↳ Schede non valide (% su votanti) | ↳ Schede non valide (% su votanti) | 215                        | 2,48                       | 110                          | 1,03                         |
| ↳ Astenuti (% su iscritti)         | ↳ Astenuti (% su iscritti)         | ↳ Astenuti (% su iscritti)         | 22 104                     | 71,80                      | 20 112                       | 65,33                        |

Fu sorteggiato il deputato Randaccio per eccedenza nel numero dei deputati impiegati il 20 giugno 1883. Fu indetta un'elezione suppletiva per il 15 luglio 1883.
| Partito                            | Partito                            | Candidato                          | Primo turno 15 luglio 1883 | Primo turno 15 luglio 1883 | Ballottaggio 22 luglio 1883 | Ballottaggio 22 luglio 1883 |
| Partito                            | Partito                            | Candidato                          | Voti                       | %                          | Voti                        | %                           |
| ---------------------------------- | ---------------------------------- | ---------------------------------- | -------------------------- | -------------------------- | --------------------------- | --------------------------- |
|                                    | —                                  | Carlo Randaccio                    | 3 438                      | 50,95                      | 4 965                       | 52,60                       |
|                                    | —                                  | Valentino Armirotti                | 3 199                      | 47,41                      | 4 475                       | 47,40                       |
|                                    | —                                  | Carlo Navone                       | 111                        | 1,64                       |                             |                             |
|                                    |                                    |                                    |                            |                            |                             |                             |
| Iscritti                           | Iscritti                           | Iscritti                           | 30 852                     | 100,00                     | 30 852                      | 100,00                      |
| ↳ Votanti (% su iscritti)          | ↳ Votanti (% su iscritti)          | ↳ Votanti (% su iscritti)          | 6 944                      | 22,51                      | 9 498                       | 30,79                       |
| ↳ Voti validi (% su votanti)       | ↳ Voti validi (% su votanti)       | ↳ Voti validi (% su votanti)       | 6 748                      | 97,18                      | 9 440                       | 99,39                       |
| ↳ Schede non valide (% su votanti) | ↳ Schede non valide (% su votanti) | ↳ Schede non valide (% su votanti) | 196                        | 2,82                       | 58                          | 0,61                        |
| ↳ Astenuti (% su iscritti)         | ↳ Astenuti (% su iscritti)         | ↳ Astenuti (% su iscritti)         | 23 908                     | 77,49                      | 21 354                      | 69,21                       |

Il deputato Podestà il 25 novembre 1883 fu nominato senatore e fu indetta un'elezione suppletiva per il 16 dicembre 1883. 
| Partito                            | Partito                            | Candidato                          | Risultati 16 dicembre 1883 | Risultati 16 dicembre 1883 |
| Partito                            | Partito                            | Candidato                          | Voti                       | %                          |
| ---------------------------------- | ---------------------------------- | ---------------------------------- | -------------------------- | -------------------------- |
|                                    | —                                  | Andea Del Santo                    | 5 927                      | 79,25                      |
|                                    | —                                  | Federico Campanella                | 1 552                      | 20,75                      |
|                                    |                                    |                                    |                            |                            |
| Iscritti                           | Iscritti                           | Iscritti                           | 34 364                     | 100,00                     |
| ↳ Votanti (% su iscritti)          | ↳ Votanti (% su iscritti)          | ↳ Votanti (% su iscritti)          | 7 602                      | 22,12                      |
| ↳ Voti validi (% su votanti)       | ↳ Voti validi (% su votanti)       | ↳ Voti validi (% su votanti)       | 7 479                      | 98,38                      |
| ↳ Schede non valide (% su votanti) | ↳ Schede non valide (% su votanti) | ↳ Schede non valide (% su votanti) | 123                        | 1,62                       |
| ↳ Astenuti (% su iscritti)         | ↳ Astenuti (% su iscritti)         | ↳ Astenuti (% su iscritti)         | 26 762                     | 77,88                      |

Fu annullata l'elezione del deputato Randaccio il 4 febbraio 1884 perché era completo il numero dei deputati impiegati. Fu indetta un'elezione suppletiva per il 2 marzo 1884.
| Partito                            | Partito                            | Candidato                          | Risultati 2 marzo 1884 | Risultati 2 marzo 1884 |
| Partito                            | Partito                            | Candidato                          | Voti                   | %                      |
| ---------------------------------- | ---------------------------------- | ---------------------------------- | ---------------------- | ---------------------- |
|                                    | —                                  | Carlo Randaccio                    | 6 646                  | 52,21                  |
|                                    | —                                  | Valentino Armirotti                | 4 868                  | 38,24                  |
|                                    | —                                  | Gian Maria Cambiaso                | 1 215                  | 9,55                   |
|                                    |                                    |                                    |                        |                        |
| Iscritti                           | Iscritti                           | Iscritti                           | 34 183                 | 100,00                 |
| ↳ Votanti (% su iscritti)          | ↳ Votanti (% su iscritti)          | ↳ Votanti (% su iscritti)          | 12 907                 | 37,76                  |
| ↳ Voti validi (% su votanti)       | ↳ Voti validi (% su votanti)       | ↳ Voti validi (% su votanti)       | 12 729                 | 98,62                  |
| ↳ Schede non valide (% su votanti) | ↳ Schede non valide (% su votanti) | ↳ Schede non valide (% su votanti) | 178                    | 1,38                   |
| ↳ Astenuti (% su iscritti)         | ↳ Astenuti (% su iscritti)         | ↳ Astenuti (% su iscritti)         | 21 276                 | 62,24                  |

Il deputato Gagliardo il 27 aprile 1883 si dimise e fu indetta un'elezione suppletiva per il 24 maggio 1883.
| Partito                            | Partito                            | Candidato                          | Risultati 24 maggio 1885 | Risultati 24 maggio 1885 |
| Partito                            | Partito                            | Candidato                          | Voti                     | %                        |
| ---------------------------------- | ---------------------------------- | ---------------------------------- | ------------------------ | ------------------------ |
|                                    | —                                  | Lazzaro Gagliardo                  | 4 666                    | 86,06                    |
|                                    | —                                  | Giuseppe Elia                      | 756                      | 13,94                    |
|                                    |                                    |                                    |                          |                          |
| Iscritti                           | Iscritti                           | Iscritti                           | 34 453                   | 100,00                   |
| ↳ Votanti (% su iscritti)          | ↳ Votanti (% su iscritti)          | ↳ Votanti (% su iscritti)          | 5 752                    | 16,70                    |
| ↳ Voti validi (% su votanti)       | ↳ Voti validi (% su votanti)       | ↳ Voti validi (% su votanti)       | 5 422                    | 94,26                    |
| ↳ Schede non valide (% su votanti) | ↳ Schede non valide (% su votanti) | ↳ Schede non valide (% su votanti) | 330                      | 5,74                     |
| ↳ Astenuti (% su iscritti)         | ↳ Astenuti (% su iscritti)         | ↳ Astenuti (% su iscritti)         | 28 701                   | 83,30                    |

### XVI legislatura
Le votazioni si svolsero in 135 collegi plurinominali a doppio turno con la normativa del 1882 (al primo turno un numero di voti maggiore di un ottavo degli iscritti al voto).
| Partito                    | Partito                    | Candidato                  | Risultati 23 maggio 1886 | Risultati 23 maggio 1886 |
| Partito                    | Partito                    | Candidato                  | Voti                     | %                        |
| -------------------------- | -------------------------- | -------------------------- | ------------------------ | ------------------------ |
|                            | —                          | Lazzaro Gagliardo          | 7 481                    | 56,15                    |
|                            | —                          | Pietro Tortarolo           | 6 464                    | 48,52                    |
|                            | —                          | Valentino Armirotti        | 6 310                    | 47,36                    |
|                            | —                          | Antonio Pellegrini         | 6 003                    | 45,06                    |
|                            | —                          | Carlo Randaccio            | 5 950                    | 44,66                    |
|                            | —                          | Cesare Parodi              | 5 765                    | 43,27                    |
|                            | —                          | Andrea Del Santo           | 5 540                    | 41,58                    |
|                            | —                          | Simone di Saint Bon        | 5 515                    | 41,39                    |
|                            |                            |                            |                          |                          |
| Iscritti                   | Iscritti                   | Iscritti                   | 33 701                   | 100,00                   |
| ↳ Votanti (% su iscritti)  | ↳ Votanti (% su iscritti)  | ↳ Votanti (% su iscritti)  | 13 323                   | 39,53                    |
| ↳ Astenuti (% su iscritti) | ↳ Astenuti (% su iscritti) | ↳ Astenuti (% su iscritti) | 20 378                   | 60,47                    |

### XVII legislatura
Le votazioni si svolsero in 135 collegi plurinominali a doppio turno con la normativa del 1882 (al primo turno un numero di voti maggiore di un ottavo degli iscritti al voto).
| Partito                    | Partito                    | Candidato                  | Primo turno 20 novembre 1890 | Primo turno 20 novembre 1890 | Ballottaggio 27 novembre 1890 | Ballottaggio 27 novembre 1890 |
| Partito                    | Partito                    | Candidato                  | Voti                         | %                            | Voti                          | %                             |
| -------------------------- | -------------------------- | -------------------------- | ---------------------------- | ---------------------------- | ----------------------------- | ----------------------------- |
|                            | —                          | Lazzaro Gagliardo          | 8 032                        | 65,89                        |                               |                               |
|                            | —                          | Carlo Randaccio            | 7 335                        | 60,17                        |                               |                               |
|                            | —                          | Pietro Tortarolo           | 6 720                        | 55,13                        |                               |                               |
|                            | —                          | Giovanni Bettolo           | 6 710                        | 55,05                        |                               |                               |
|                            | —                          | Valentino Amirotti         | 4 454                        | 36,54                        | 2 329                         | 75,84                         |
|                            | —                          | Antonio Pellegrini         | 4 494                        | 36,87                        | 664                           | 21,62                         |
|                            | —                          | Edoardo Maragliano         | 2 807                        | 23,03                        |                               |                               |
|                            | —                          | Carlo De Amezaga           | 2 061                        | 16,91                        |                               |                               |
|                            |                            |                            |                              |                              |                               |                               |
| Iscritti                   | Iscritti                   | Iscritti                   | 37 792                       | 100,00                       | 37 792                        | 100,00                        |
| ↳ Votanti (% su iscritti)  | ↳ Votanti (% su iscritti)  | ↳ Votanti (% su iscritti)  | 12 190                       | 32,26                        | 3 071                         | 8,13                          |
| ↳ Astenuti (% su iscritti) | ↳ Astenuti (% su iscritti) | ↳ Astenuti (% su iscritti) | 25 602                       | 67,74                        | 34 721                        | 91,87                         |

Il deputato Gagliardo si dimise il 23 febbraio 1892 e fu indetta un'elezione suppletiva per il 20 marzo 1892.
| Partito                            | Partito                            | Candidato                          | Risultati 20 marzo 1892 | Risultati 20 marzo 1892 |
| Partito                            | Partito                            | Candidato                          | Voti                    | %                       |
| ---------------------------------- | ---------------------------------- | ---------------------------------- | ----------------------- | ----------------------- |
|                                    | —                                  | Erasmo Piaggio                     | 8 432                   | 70,67                   |
|                                    | —                                  | Antonio Pellegrini                 | 2 308                   | 19,34                   |
|                                    | —                                  | Carlo De Amezaga                   | 1 192                   | 9,99                    |
|                                    |                                    |                                    |                         |                         |
| Iscritti                           | Iscritti                           | Iscritti                           | 39 664                  | 100,00                  |
| ↳ Votanti (% su iscritti)          | ↳ Votanti (% su iscritti)          | ↳ Votanti (% su iscritti)          | 12 160                  | 30,66                   |
| ↳ Voti validi (% su votanti)       | ↳ Voti validi (% su votanti)       | ↳ Voti validi (% su votanti)       | 11 932                  | 98,12                   |
| ↳ Schede non valide (% su votanti) | ↳ Schede non valide (% su votanti) | ↳ Schede non valide (% su votanti) | 228                     | 1,88                    |
| ↳ Astenuti (% su iscritti)         | ↳ Astenuti (% su iscritti)         | ↳ Astenuti (% su iscritti)         | 27 504                  | 69,34                   |

### XVIII legislatura
Le votazioni si svolsero in 508 collegi uninominali a doppio turno. Come previsto dalla legge elettorale politica del 28 giugno 1892, era eletto al primo turno il candidato che «ha ottenuto un numero di voti maggiore del sesto del numero totale degli elettori iscritti nella lista del collegio e più della metà dei suffragi dati dai votanti» escludendo le schede nulle (art. 74). Se nessun candidato era eletto, al ballottaggio tra i due candidati con più voti (art. 75) era eletto chi otteneva il maggior numero di voti oppure, in caso di ugual numero di voti, il maggiore d'età (art. 77).
| Partito                            | Partito                            | Candidato                          | Primo turno 6 novembre 1892 | Primo turno 6 novembre 1892 | Ballottaggio 13 novembre 1892 | Ballottaggio 13 novembre 1892 |
| Partito                            | Partito                            | Candidato                          | Voti                        | %                           | Voti                          | %                             |
| ---------------------------------- | ---------------------------------- | ---------------------------------- | --------------------------- | --------------------------- | ----------------------------- | ----------------------------- |
|                                    | —                                  | Pietro Tortarolo                   | 902                         | 60,05                       | 1 416                         | 98,88                         |
|                                    | —                                  | Cesare Gamba                       | 600                         | 39,95                       | 16                            | 1,12                          |
|                                    |                                    |                                    |                             |                             |                               |                               |
| Iscritti                           | Iscritti                           | Iscritti                           | 7 578                       | 100,00                      | 7 578                         | 100,00                        |
| ↳ Votanti (% su iscritti)          | ↳ Votanti (% su iscritti)          | ↳ Votanti (% su iscritti)          | 1 579                       | 20,84                       | 2 192                         | 28,93                         |
| ↳ Voti validi (% su votanti)       | ↳ Voti validi (% su votanti)       | ↳ Voti validi (% su votanti)       | 1 502                       | 95,12                       | 1 432                         | 65,33                         |
| ↳ Schede non valide (% su votanti) | ↳ Schede non valide (% su votanti) | ↳ Schede non valide (% su votanti) | 77                          | 4,88                        | 760                           | 34,67                         |
| ↳ Astenuti (% su iscritti)         | ↳ Astenuti (% su iscritti)         | ↳ Astenuti (% su iscritti)         | 5 999                       | 79,16                       | 5 386                         | 71,07                         |

### XIX legislatura
Le votazioni si svolsero in 508 collegi uninominali a doppio turno con la normativa del 1892 (al primo turno un numero di voti maggiore di un sesto degli iscritti al voto).
| Partito                            | Partito                            | Candidato                          | Risultati 20 maggio 1892 | Risultati 20 maggio 1892 |
| Partito                            | Partito                            | Candidato                          | Voti                     | %                        |
| ---------------------------------- | ---------------------------------- | ---------------------------------- | ------------------------ | ------------------------ |
|                                    | —                                  | Pietro Tortarolo                   | 1 563                    | 75,84                    |
|                                    | —                                  | Pietro Chiesa                      | 498                      | 24,16                    |
|                                    |                                    |                                    |                          |                          |
| Iscritti                           | Iscritti                           | Iscritti                           | 7 418                    | 100,00                   |
| ↳ Votanti (% su iscritti)          | ↳ Votanti (% su iscritti)          | ↳ Votanti (% su iscritti)          | 2 192                    | 29,55                    |
| ↳ Voti validi (% su votanti)       | ↳ Voti validi (% su votanti)       | ↳ Voti validi (% su votanti)       | 2 061                    | 94,02                    |
| ↳ Schede non valide (% su votanti) | ↳ Schede non valide (% su votanti) | ↳ Schede non valide (% su votanti) | 131                      | 5,98                     |
| ↳ Astenuti (% su iscritti)         | ↳ Astenuti (% su iscritti)         | ↳ Astenuti (% su iscritti)         | 5 226                    | 70,45                    |

### XX legislatura
Le votazioni si svolsero in 508 collegi uninominali a doppio turno con la normativa del 1892 (al primo turno un numero di voti maggiore di un sesto degli iscritti al voto).
| Partito                            | Partito                            | Candidato                          | Risultati 21 marzo 1894 | Risultati 21 marzo 1894 |
| Partito                            | Partito                            | Candidato                          | Voti                    | %                       |
| ---------------------------------- | ---------------------------------- | ---------------------------------- | ----------------------- | ----------------------- |
|                                    | —                                  | Cesare Imperiale                   | 1 322                   | 53,16                   |
|                                    | —                                  | Pietro Tortarolo                   | 674                     | 27,10                   |
|                                    | —                                  | Pietro Chiesa                      | 313                     | 12,59                   |
|                                    | —                                  | Giuseppe Maraggi                   | 178                     | 7,16                    |
|                                    |                                    |                                    |                         |                         |
| Iscritti                           | Iscritti                           | Iscritti                           | 7 281                   | 100,00                  |
| ↳ Votanti (% su iscritti)          | ↳ Votanti (% su iscritti)          | ↳ Votanti (% su iscritti)          | 2 564                   | 35,21                   |
| ↳ Voti validi (% su votanti)       | ↳ Voti validi (% su votanti)       | ↳ Voti validi (% su votanti)       | 2 487                   | 97,00                   |
| ↳ Schede non valide (% su votanti) | ↳ Schede non valide (% su votanti) | ↳ Schede non valide (% su votanti) | 77                      | 3,00                    |
| ↳ Astenuti (% su iscritti)         | ↳ Astenuti (% su iscritti)         | ↳ Astenuti (% su iscritti)         | 4 717                   | 64,79                   |

### XXI legislatura
Le votazioni si svolsero in 508 collegi uninominali a doppio turno con la normativa del 1892 (al primo turno un numero di voti maggiore di un sesto degli iscritti al voto).

### XXII legislatura
Le votazioni si svolsero in 508 collegi uninominali a doppio turno con la normativa del 1892 (al primo turno un numero di voti maggiore di un sesto degli iscritti al voto).

### XXIII legislatura
Le votazioni si svolsero in 508 collegi uninominali a doppio turno con la normativa del 1892 (al primo turno un numero di voti maggiore di un sesto degli iscritti al voto).

### XXIV legislatura
Le votazioni si svolsero negli stessi 508 collegi uninominali già esistenti ma, come previsto dal regio decreto del 26 giugno 1913, era eletto al primo turno il candidato che «ha ottenuto un numero di voti maggiore del decimo del numero totale degli elettori del collegio e più della metà dei suffragi dati dai votanti» escludendo le schede nulle (art. 91). Se nessun candidato era eletto, al ballottaggio tra i due candidati con più voti (art. 92) era eletto chi otteneva il maggior numero di voti oppure, in caso di ugual numero di voti, il maggiore d'età (art. 93).

### XXV legislatura
Le votazioni si svolsero in 54 collegi di lista. Come previsto dal regio decreto del 2 settembre 1919, il numero di eletti per ogni lista era calcolato sulla base dei voti di lista e sul numero di voti dei candidati al di fuori della propria lista; la graduatoria tra i candidati era calcolata sommando i voti di lista e i propri voti di preferenza sia nella lista sia fuori dalla lista (art. 84).

### XXVI legislatura
Le votazioni si svolsero in 40 collegi (39 di lista e uno uninominale) con la normativa del 1919 che per i collegi di lista stabiliva il numero di eletti per ogni lista sulla base dei voti di lista e sul numero di voti dei candidati al di fuori della propria lista.
| Partito                            | Partito                            | Risultati 15 maggio 1921 | Risultati 15 maggio 1921 | Risultati 15 maggio 1921 | Seggi | Seggi |
| Partito                            | Partito                            | Voti                     | %                        | ±                        | Num   | ±     |
| ---------------------------------- | ---------------------------------- | ------------------------ | ------------------------ | ------------------------ | ----- | ----- |
|                                    | Blocco nazionale                   | 71 023                   | 30,79                    | n.d.                     | 6     | n.d.  |
|                                    | Popolare italiano                  | 55 206                   | 23,94                    | n.d.                     | 5     | n.d.  |
|                                    | Socialista ufficiale               | 54 368                   | 23,57                    | n.d.                     | 4     | n.d.  |
|                                    | Comunista                          | 19 884                   | 8,62                     | n.d.                     | 1     | n.d.  |
|                                    | Socialista autonomo                | 18 833                   | 8,17                     | n.d.                     | 1     | n.d.  |
|                                    | Combattenti                        | 9 212                    | 3,99                     | n.d.                     | 0     | n.d.  |
|                                    | Federazione pensionati di Stato    | 2 106                    | 0,91                     | n.d.                     | 0     | n.d.  |
|                                    |                                    |                          |                          |                          |       |       |
| Iscritti                           | Iscritti                           | 423 169                  | 100,00                   |                          |       |       |
| ↳ Votanti (% su iscritti)          | ↳ Votanti (% su iscritti)          | 233 818                  | 55,25                    | n.d.                     |       |       |
| ↳ Voti validi (% su votanti)       | ↳ Voti validi (% su votanti)       | 230 632                  | 98,64                    |                          |       |       |
| ↳ Schede non valide (% su votanti) | ↳ Schede non valide (% su votanti) | 3 186                    | 1,36                     |                          |       |       |
| ↳ Astenuti (% su iscritti)         | ↳ Astenuti (% su iscritti)         | 189 351                  | 44,75                    |                          |       |       |

| Eletti | Eletti             |
| ------ | ------------------ |
|        | Valentino Coda     |
|        | Giovanni Celasia   |
|        | Michelino Poggi    |
|        | Luigi Luiggi       |
|        | Eugenio Broccardi  |
|        | Edoardo Ollandini  |
|        | Paolo Cappa        |
|        | Achille Pellizzari |
|        | Angelo Banderali   |
|        | Antonio Boggiano   |
|        | Giacomo Agnesi     |
|        | Francesco Rossi    |
|        | Pietro Abba        |
|        | Clodoaldo Binotti  |
|        | Adelchi Baratono   |
|        | Antonio Graziadei  |
|        | Giuseppe Canepa    |